# Уполозенка
Уполозенка — река в России, протекает по Новгородской области. Река вытекает из болота к западу от урочища Фешкин Кряж в Валдайском районе и течёт сначала на юг, затем на запад. Устье реки находится в Демянском районе в 6,3 км по правому берегу реки Лужонки. Длина реки составляет 12 км.
Все населённые пункты на реке находятся в Демянском районе. Сначала река течёт по территории Ямникского сельского поселения (через деревни Уполозы и Сухонивочка), затем по территории Лычковского сельского поселения (через деревню Володиха).

## Данные водного реестра
По данным государственного водного реестра России относится к Балтийскому бассейновому округу, водохозяйственный участок реки — Ловать и Пола, речной подбассейн реки — Волхов. Относится к речному бассейну реки Нева (включая бассейны рек Онежского и Ладожского озера).
Код объекта в государственном водном реестре — 01040200312102000022479.